# Purple Records
La Purple Records è un'etichetta discografica fondata dai manager del gruppo musicale britannico Deep Purple nel 1971 e distribuita dalla EMI. Ha chiuso le attività nel 1979, pochi anni dopo lo scioglimento del gruppo.
Nel 1999 Simon Robinson, cofondatore dell'etichetta RPM Productions (specializzata nella riedizione di vecchi album), ha rilanciato la "Purple Records" con lo scopo di pubblicare documenti d'archivio o registrazioni inedite dei Deep Purple, di membri del gruppo o di artisti correlati.

## Artisti pubblicati dall'etichetta
- Deep Purple: Machine Head (1972), Made in Japan (1972), Who Do We Think We Are (1973), Burn (1974), Stormbringer (1974), Come Taste the Band (1975), Made in Europe (1976)
- David Coverdale : White Snake (1977), Northwinds (1978)
- Il duo folk Curtiss Maldoon: Curtiss Maldoon (1971), Maldoon (1973)
- Tony Ashton
- Michael Des Barres
- Elf : Carolina County Ball (1974)
- Yvonne Elliman : Food of Love (1973)
- Roger Glover : The Butterfly Ball and the Grasshopper's Feast (1974)
- Il gruppo hard rock Hard Stuff: Bulletproof (1972), Bolex Dementia (1973)
- Rupert Hine: Pick Up a Bone (1971)
- Carol Hunter: The Next Voice You Hear (1973)
- Jon Lord : Gemini Suite (1971), Windows (1973), Sarabande (1976)
- Jon Pertwee
- I Silverhead: Silverhead (1972), 16 and Savaged (1973)
- I Tucky Buzzard: Allright On the Night (1973), Buzzard (1973)